# Astana Žolbarystary Basketbol'nyj klub
Lo Zholbarystar Astana Basketbol'nyj klub, conosciuto comunemente come Astana Tigers, è una società cestistica, avente sede ad Astana, in Kazakistan. Fondata nel 2000, nel 2011 cedette buona parte dei giocatori al Basketbol'nyj klub Astana, passando in seconda divisione.

## Palmarès
- Campionati kazaki: 6

2005, 2006, 2007, 2008, 2009, 2010
- Coppa del Kazakistan: 4

2004, 2006, 2008, 2010